# Dark and Wild
Albums de BTS
2 Cool 4 Skool / O!RUL8,2?
(2014) Wake Up
(2014)
Singles
1. Danger
Sortie : 19 août 2014
2. 호르몬 전쟁（War of Hormone）
Sortie : 21 octobre 2014

Dark and Wild est le premier album studio du boys band sud-coréen BTS. Il est sorti le 19 août 2014. Il contient quatorze titres dont le titre principal Danger. Le groupe a plus tard promu War of Hormone, une autre piste de l'album.

## Liste des titres
| 1.    | Intro: What am I to You                               | Pdogg, RM                                                  | Pdogg                       | 2:45 |
| 2.    | Danger                                                | Thanh Bui, Pdogg, "Hitman" Bang, RM, Suga, J-Hope          | Pdogg                       | 4:05 |
| 3.    | 호르몬 전쟁 (War of Hormone)                          | Pdogg, Supreme Boi, RM, Suga, J-Hope                       | Pdogg                       | 4:26 |
| 4.    | 힙합성애자 (Hip Hop Lover)                            | Pdogg, Supreme Boi, RM, Suga, J-Hope                       | Pdogg                       | 4:17 |
| 5.    | Let Me Know                                           | Suga, Pdogg                                                | Suga, Pdogg, RM, J-Hope     | 4:15 |
| 6.    | Rain                                                  | Slow Rabbit, RM, Suga, J-Hope                              | Slow Rabbit                 | 4:25 |
| 7.    | BTS CYPHER Pt. 3: KILLER (featuring Supreme Boi)      | Supreme Boi, RM, Suga, J-Hope                              | Supreme Boi                 | 4:28 |
| 8.    | Interlude: 뭐해 (What Are You Doing)                  |                                                            | Slow Rabbit                 | 0:42 |
| 9.    | 핸드폰 좀 꺼줄래 (Would You Turn off Your cellphone?) | Pdogg, RM, Suga, J-Hope                                    | Pdogg                       | 3:54 |
| 10.   | 이불킥 (Blanket Kick)                                 | "Hitman" Bang, Shawn, Slow Rabbit, Pdogg, RM, Suga, J-Hope | "Hitman" Bang, Shawn, Pdogg | 4:02 |
| 11.   | 24/7=Heaven                                           | Pdogg, Slow Rabbit, RM, Suga, J-Hope                       | Pdogg                       | 3:46 |
| 12.   | 여기 봐 (Look Here)                                   | 250, Jinbo, RM, Suga, J-Hope                               | HoBo                        | 3:39 |
| 13.   | 2학년 (2nd Grade)                                     | Supreme Boi, RM, Suga, J-Hope                              | Pdogg                       | 3:55 |
| 14.   | Outro: 그게 말이 돼? (Does that make sense?)          | SiMo, Supreme Boi                                          | SiMo, Supreme Boi           | 2:53 |
| 50:50 |                                                       |                                                            |                             |      |

## Classement

### Classements hebdomadaires
| Classement (2014)          | Meilleure position |
| -------------------------- | ------------------ |
| South Korean Albums (Gaon) | 2                  |
| US Billboard               | 7                  |
| US Top Heatseekers         | 27                 |

### Classements mensuels
| Classement (2014)          | Meilleure position |
| -------------------------- | ------------------ |
| South Korean Albums (Gaon) | 3                  |

### Classements annuels
| Classement (2014)          | Meilleure position |
| -------------------------- | ------------------ |
| South Korean Albums (Gaon) | 14                 |

## Ventes et certifications
| Pays              | Ventes  |
| ----------------- | ------- |
| Corée du Sud Gaon | 350 102 |

## Récompenses et nominations

### Golden Disk Awards
| #   | Année | Travail nommé              | Titre       | Résultat |
| --- | ----- | -------------------------- | ----------- | -------- |
| 29e | 2015  | Bangtan Boys – Dark & Wild | Album Award | Lauréat  |

## Historique de sortie
| Pays         | Date                                     | Format                      | Label                                              |
| ------------ | ---------------------------------------- | --------------------------- | -------------------------------------------------- |
| Corée du Sud | 20 août 2014                             | CD téléchargement numérique | Big Hit Entertainment LOEN Entertainment           |
| Mondial      | 20 août 2014                             | téléchargement numérique    | Big Hit Entertainment LOEN Entertainment           |
| Taïwan       | 21 novembre 2014 (Édition taïwanaise)    | CD téléchargement numérique | Big Hit Entertainment CJ E&M Universal Music Group |
| Taïwan       | 8 mars 2015 (Édition taïwanaise limitée) | CD téléchargement numérique | Big Hit Entertainment CJ E&M Universal Music Group |
| Japon        | 18 mars 2015 (Édition japonaise)         | CD                          | Big Hit Entertainment Pony Canyon                  |